# Буланова, Анна
Анна Буланова (род. 12 мая 1994, Бишкек) — киргизская легкоатлетка, специалистка по бегу на короткие дистанции и прыжкам в длину. Выступала за сборную Киргизии по лёгкой атлетике в 2010-х годах, обладательница бронзовой медали чемпионата Азии, победительница и призёрка первенств национального значения, действующая рекордсменка страны в беге на 200 и в прыжках в длину в помещении, участница ряда крупных международных стартов. Мастер спорта Кыргызской Республики международного класса.

## Биография
Анна Буланова родилась 12 мая 1994 года. Занималась лёгкой атлетикой в Бишкеке.
Впервые заявила о себе на международном уровне в сезоне 2011 года, когда вошла в состав киргизской национальной сборной и выступила в беге на 100 метров на юношеском мировом первенстве в Лилле.
В 2012 году на чемпионате Азии в помещении в Ханчжоу стала восьмой в прыжках в длину и вместе со своими соотечественницами завоевала бронзовую медаль в программе эстафеты 4 × 400 метров. Бежала 60 метров на чемпионате мира в помещении в Стамбуле.
В 2014 году на чемпионате Азии в помещении в Ханчжоу стала седьмой в прыжках в длину и четвёртой в эстафете 4 × 400 метров.
На чемпионате Азии 2015 года в Ухане заняла седьмое место в прыжках в длину. Будучи студенткой, удостоилась права защищать честь страны на Универсиаде в Кванджу.
В 2016 году была девятой в прыжках в длину на чемпионате Азии в помещении в Дохе.
В 2018 году показала восьмой результат в беге на 60 метров на чемпионате Азии в помещении в Тегеране, выступила в беге на 200 метров и в прыжках в длину на Азиатских играх в Джакарте.
На чемпионате Азии 2019 года в Дохе в дисциплинах 100 и 200 метров финишировала седьмой и восьмой соответственно. Бежала те же дистанции на Универсиаде в Неаполе.
За выдающиеся спортивные достижения удостоена почётного звания «Мастер спорта Кыргызской Республики международного класса».